# Robbie Gee
Robbie Gee né le 24 mars 1970, est un acteur et scénariste britannique, surtout connu pour son apparition dans le film Snatch : Tu braques ou tu raques de Guy Ritchie, et dans les séries Desmond's, The Real McCoy et The Crouches. Il a aussi joué Trojan dans Carton rouge, Shrimper dans  Pirates des Caraïbes, Kahn dans Underworld et Curtis dans Dead Man Running.

## Filmographie

### comme acteur
- 1988 : The Firm (téléfilm) : Snowy
- 1989 : The Manageress (série télévisée) : Tony Morris
- 1989 : Desmond's (série télévisée) : Lee Graham
- 1991 : The Real McCoy (série télévisée) : Various Roles
- 1992 : Underbelly (téléfilm) : Jason
- 1999 : G:MT – Greenwich Mean Time (G:MT Greenwich Mean Time) : Ricky
- 2000 : Little Richard (téléfilm) : Boss Man
- 2000 : Snatch (Snatch) : Vincent
- 2001 : Dream
- 2001 : Mike Bassett: England Manager : Smallsy
- 2001 : South West 9 : Jel
- 2001 : Kommissarie Winter (feuilleton TV) : Frankie
- 2001 : Carton rouge (film) (Mean Machine) : Trojan
- 2003 : Underworld (film, 2003) : Kahn
- 2003 : The Crouches (série télévisée) : Roly Crouch
- 2004 : Out of Reach (vidéo) : Lewis Morton
- 2005 : Chromophobia : Ricky
- 2006 : Rollin' with the Nines : Pushy
- 2003 : Pirates des Caraïbes : La Malédiction du Black Pearl : Shrimper
- 2006 : Pirates des Caraïbes : Le Secret du coffre maudit : Shrimper
- 2008 : Hush : Chimponda
- 2009 : Insoupçonnable (Above Suspicion) (série télévisée)
- 2010 : Shank : Beano
- 2011 : The Fades (série télévisée) : DCI Armstrong
- 2012 : Young Dracula (série télévisée) : Ramanga
- 2013 : Plastic de Julian Gilbey : Mr. X
- 2017 : Paddington 2 de Paul King
- 2021 : Zack Snyder's Justice League de Zack Snyder : le chef de la brigade d'intervention à Londres
- 2024 : Paddington au Pérou (Paddington in Peru) de Dougal Wilson : Mr. Barnes

### comme scénariste
- 1991 : The Real McCoy (série télévisée) : Various Roles